# Caradon
Caradon var ett distrikt i Cornwall enhetskommun i Cornwall grevskap, England. Distriktet har 79 649 invånare (2001).

## Civil parishes
- Antony, Boconnoc, Botusfleming, Broadoak, Callington, Calstock, Deviock, Dobwalls and Trewidland, Duloe, Landrake with St. Erney, Landulph, Lanreath, Lansallos, Lanteglos, Linkinhorne, Liskeard, Looe, Maker-with-Rame, Menheniot, Millbrook, Morval, Pelynt, Pillaton, Quethiock, Saltash, Sheviock, South Hill, St. Cleer, St. Dominick, St. Germans, St. Ive, St. John, St. Keyne, St. Martin-by-Looe, St. Mellion, St. Neot, St. Pinnock, St. Veep, St. Winnow, Torpoint och Warleggan.[2]